# Drukarka

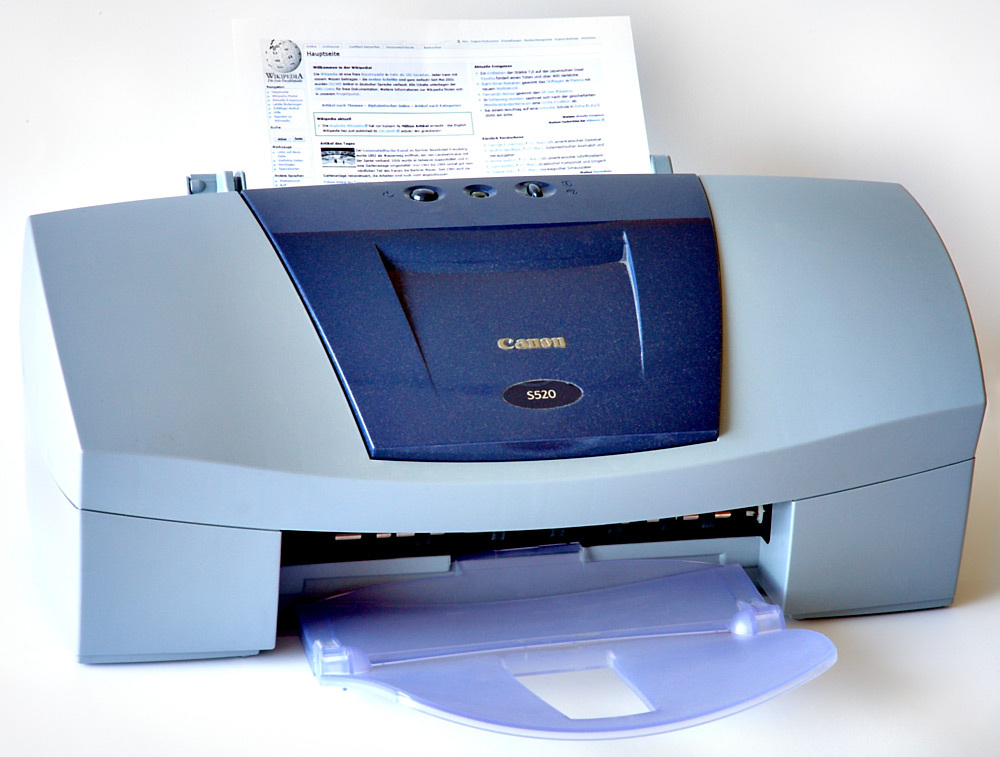
Drukarka atramentowa

Drukarka – urządzenie współpracujące z komputerem oraz innymi urządzeniami, służące do przenoszenia danego tekstu czy obrazu na różne nośniki druku (papier, folia, płótno itp.). Niektóre drukarki potrafią pracować bez komputera, np. drukować zdjęcia wykonane cyfrowym aparatem fotograficznym (po podłączeniu go do drukarki lub po włożeniu karty pamięci z zapisanymi zdjęciami do wbudowanego w drukarkę slotu). Obecnie produkowane są także urządzenia wielofunkcyjne, które są połączeniem drukarki, kserokopiarki, skanera, czy też faksu.

## Podstawowe rodzaje drukarek

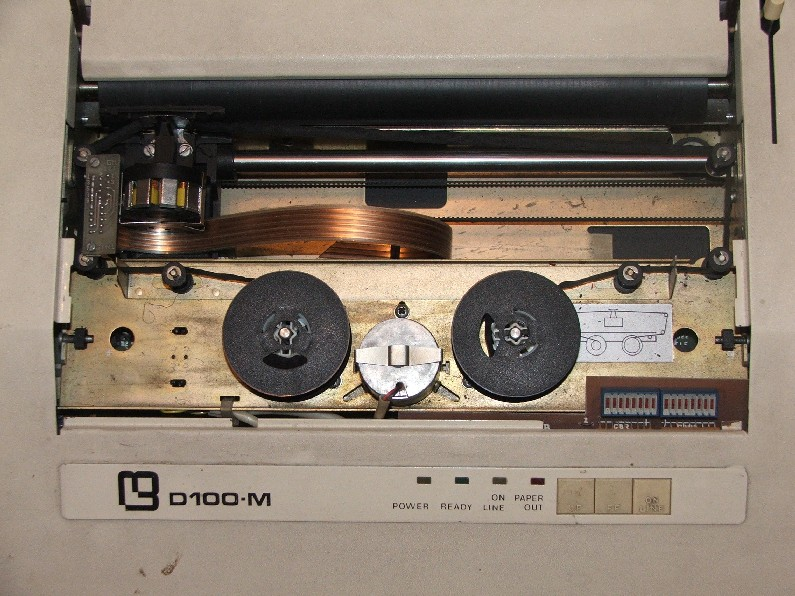
Drukarka igłowa D100-M Mera Błonie z taśmą barwiącą na szpuli

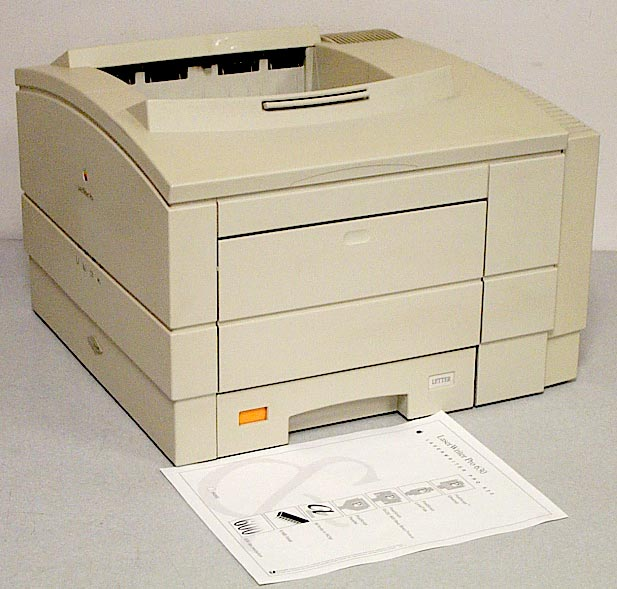
Drukarka laserowa Apple LaserWriter Pro 630

- Drukarka igłowa, drukarka mozaikowa (ang. dot-matrix printer, needle printer, wire printer) – niegdyś najpopularniejszy typ drukarek. Wykorzystują do drukowania taśmę barwiącą podobną do tej stosowanej w maszynach do pisania. Ich główną zaletą są niskie koszty eksploatacji i możliwość drukowania kilku kopii na papierze samokopiującym; do dziś często używana jest do druku faktur itp.; najczęściej spotykane są głowice 9- i 24-igłowe, istnieją także drukarki wielogłowicowe (każda głowica drukuje fragment wiersza).
- Drukarka atramentowa (ang. ink-jet printer) – najpopularniejszy obecnie typ drukarek. Drukuje poprzez umieszczanie na papierze bardzo małych (od kilku do kilkudziesięciu pikolitrów) kropli specjalnie spreparowanego atramentu do drukowania. Praktycznie wszystkie dzisiejsze drukarki atramentowe umożliwiają druk w kolorze. Stosowany jest atrament w czterech kolorach: cyjan, magenta (ciemny róż), żółty i czarny (model CMYK). Ponadto w niektórych drukarkach można stosować specjalne tusze „fotograficzne” (są one nieco jaśniejsze niż standardowe i lepiej oddają barwy przy drukowaniu zdjęć) oraz inne dodatkowe kolory. Wadą tanich drukarek atramentowych są dość wysokie koszty eksploatacji (wysoka cena tuszu w stosunku do ilościowej możliwości pokrycia nim papieru). Jeden z niewielu typów drukarek umożliwiających druk w kolorze białym (obok technologii termotransferowej). Wysokiej jakości drukarki atramentowe, dobrze symulujące druk offsetowy zwane są prooferami. Dzięki wydrukowi proofa zleceniobiorca akceptuje projekt druku, a akceptowany proof stanowi dla drukarni wzorzec dla sprawdzania poprawności druku.
- Drukarka laserowa (ang. laser printer) – drukuje poprzez umieszczanie na papierze cząstek tonera. Zasada działania drukarek laserowych jest bardzo podobna do działania kserokopiarek. Wałek selenowy jest elektryzowany, następnie naświetlany światłem laserowym (lub diod LED). Przez to miejsca naświetlone tracą swój ładunek elektryczny i nie przyciągają cząsteczek tonera. Następnie toner z wałka przenoszony jest na papier. Na końcu prowadzony jest proces utrwalania wydruku. Karta papieru przechodzi przez fuser – utrwalacz termiczny, gdzie toner jest rozgrzewany i wprasowywany w kartkę papieru. Drukarki laserowe charakteryzują się bardzo wysoką jakością i szybkością wydruku, a druk pod wpływem wody się nie rozpływa. Drukarki laserowe pracują głośniej, ale także szybciej od drukarek atramentowych.

## Inne rodzaje drukarek
- Dalekopis[1][2]

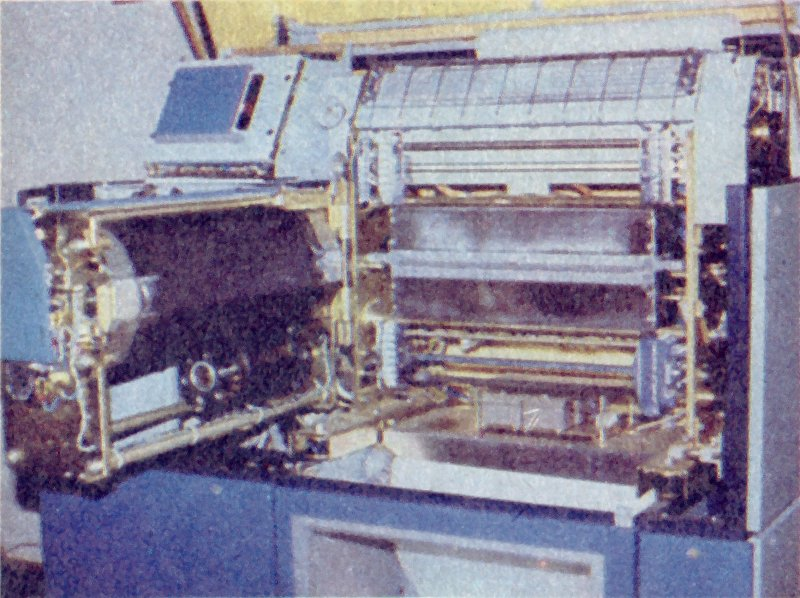
Wnętrze polskiej drukarki wierszowej DW-401 firmy Mera-Błonie. Z lewej cylinder z czcionkami, z prawej – rząd młoteczków

- Drukarka głowicowa – następczyni elektrycznej maszyny do pisania. Głowica wykonana w formie kulistej lub częściej owalnej z naniesionymi wokół znakami (na równoleżnikach). Na jedno uderzenie głowicy przez taśmę barwiącą w papier przypada jeden wydrukowany znak. Dostępność znaków limitowana wykonaniem rozetki drukującej. Brak trybu graficznego.
- Drukarka iskrowa – drukarka, w której stosowany jest specjalny papier pokryty folią aluminiową. Drukowanie polega na przepaleniu uziemionej warstwy folii przez ślizgający się po powierzchni papieru drut podłączony do zasilania. Sterowanie realizowane jest podobnie jak w drukarce igłowej.
- Drukarka rozetkowa – następczyni elektrycznej maszyny do pisania. Głowica wykonana w formie łatwo wymiennej tarczy ze znakami na obwodzie. Brak trybu graficznego.
- Drukarka stałoatramentowa – technologia opracowana przez firmę Tektronix na początku lat 90., polega na nanoszeniu roztopionego woskowego atramentu bezpośrednio na nośnik (solid ink), lub też na bęben transferowy (solid ink – transfix). Zaletami są znakomite krycie, wierność barw, szybkość, prostota konstrukcji i całkowita odporność na UV i wodę. Do wad można zaliczyć niską wytrzymałość mechaniczną druku i łatwo ulegający analizie termicznej atrament. Obecnie drukarki w tej technologii produkuje tylko firma Xerox.
- Drukarka sublimacyjna – typ drukarki wykorzystujący ciepło do przeniesienia barwnika. Przezroczysty barwnik na specjalnej trój- lub czterokolorowej taśmie (CMYK) jest punktowo podgrzewany, wskutek czego przechodzi z fazy stałej bezpośrednio do gazowej, po czym osiada na materiale drukowanym (zazwyczaj specjalny papier lub folia). Większość drukarek tego typu nakłada kolory kolejno, po jednym.
- Drukarka termiczna – drukarka zazwyczaj używana jest w kasach i drukarkach fiskalnych. Drukowanie odbywa się na specjalnym papierze (papier termiczny), który pod wpływem ciepła ciemnieje. Zaletą są: szybkość wydruku, bardzo niski poziom hałasu oraz to, że jedynym materiałem eksploatacyjnym jest papier (nie trzeba stosować taśm, tuszy i in.). Wadą jest zanikanie wydruku. Proces ten jest znacznie szybszy w wypadku poddawania wydruków działaniu światła słonecznego lub wysokiej temperatury.
- Drukarka termotransferowa – drukarka zbliżona w działaniu do drukarki igłowej. Zasadniczą różnicą jest taśma barwiąca jednokrotnego wykorzystania, z której barwnik nie jest przenoszony na papier w wyniku mechanicznego oddziaływania, lecz punktowego podgrzania i dociśnięcia przez iglice (grzałki) głowicy. Jeden z niewielu typów drukarek umożliwiających druk w kolorze białym (obok technologii atramentowych).
- Drukarka termosublimacyjna – używa do druku taśmy powleczonej odpowiednim woskiem, który w wysokiej temperaturze jest odparowywany na papier. Drukarki termosublimacyjne używane są przez profesjonalistów ze względu na bardzo wysoką jakość wydruków.
- Drukarka wierszowa – drukarka pracująca wyłącznie w trybie tekstowym, stawiająca za jednym ruchem cały rząd znaków; najczęściej czcionki zamocowane są na bębnie obracającym się ciągle przed papierem barwiącym i przez uderzenie specjalnego młoteczka zostawiają ślad na papierze wydruku; obecnie stosowane rzadko ze względu na mały repertuar znaków i hałaśliwość. Charakteryzuje się wysoką wydajnością.

## Niektóre typy drukarek
- drukarka fotograficzna
- drukarka fiskalna
- drukarka produkcyjna
- drukarka rozproszona
- drukarka sieciowa
- drukarka stronicowa
- drukarka szeregowa
- drukarka wierszowa
- drukarka do kart plastikowych
- drukarka lateksowa
- drukarka 3D